# Сенсоле (Бреша)
Сенсоле је насеље у Италији у округу Бреша, региону Ломбардија.
Према процени из 2011. у насељу је живело 68 становника. Насеље се налази на надморској висини од 212 м.